# 27502 Стефбекка
27502 Стефбекка (27502 Stephbecca) — астероїд головного поясу, відкритий 3 квітня 2000 року.
Тіссеранів параметр щодо Юпітера — 3,295.